# Francesco Franceschi (v. 1530-1599)
Pour l’article homonyme, voir Francesco Franceschi.

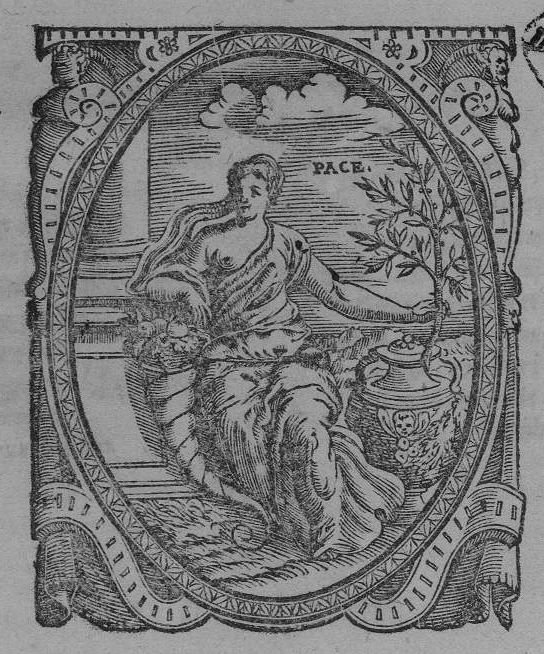
La marque de Franceschi (BEIC)

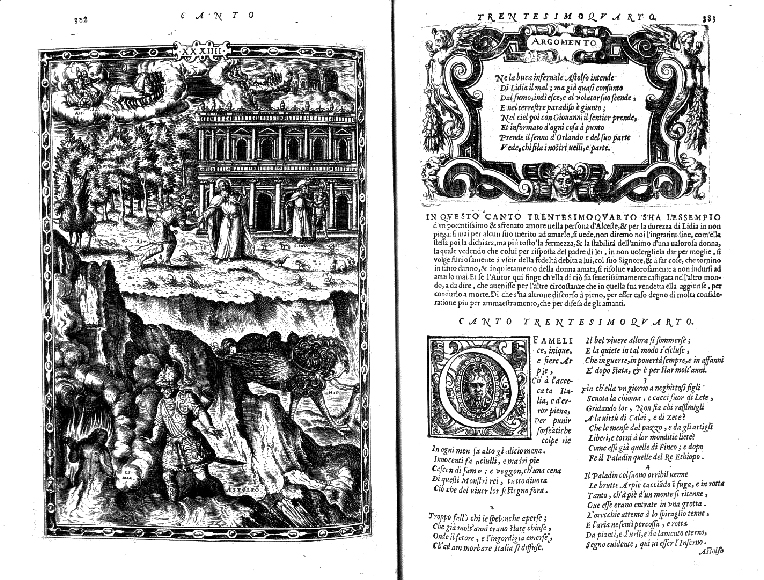
Page de Francesco Franceschi dans l'édition 1565 d' Orlando Furioso.

Francesco Franceschi (mort vers 1599) est un imprimeur de la Renaissance italienne.

## Biographie
Ses racines étaient à Sienne, bien que l'essentiel de son travail ait été réalisé à Venise.
Francesco Franceschi est connu pour la  qualité de ses gravures, utilisant des plaques de métal plutôt que du bois, une alternative peu coûteuse et courante à l'époque. Evelyn Tribble décrit en détail son édition 1565 du Orlando furioso de Ludovico Ariosto, qui a exercé une grande influence sur certains éditeurs anglais et qui est abondamment illustrée, avec une gravure avant chaque chant et un cadre gravé entourant l'argument.
Franceschi est également connu pour l'impression de musique. Selon New Grove[réf. nécessaire], il aurait imprimé les œuvres de Gioseffo Zarlino et plusieurs volumes d’écriture musicale. Deux parents probables, Giovanni Antonio de 'Franceschi (qui a travaillé à la fois à Palerme et à Venise) et Giacomo Franceschi de Venise, ont également imprimé de la musique.

Marques
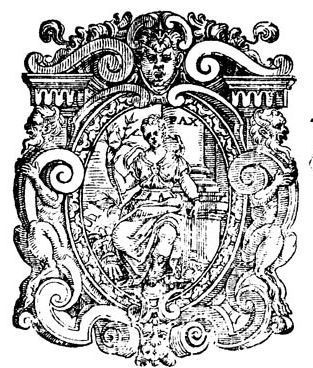
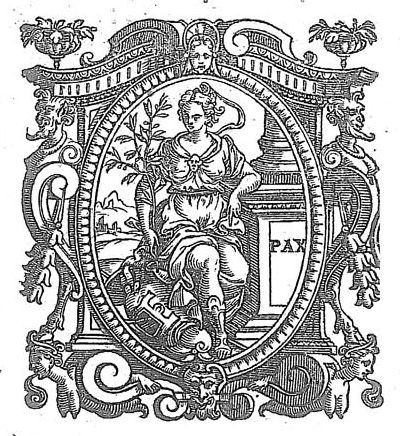